# TE127型柴油机车
TE127型柴油机车（俄语：ТЭ127）是苏联的柴油机车车型之一，由位于乌克兰的伏罗希洛夫格勒内燃机车制造厂设计制造，于1985年研制成功，该型机车是为出口市场而设，主要特点为轴重仅16吨，设计用于在线路条件较差的支线铁路上担当客货运牵引任务，但仅试制一台并未投入批量生产。

## 发展历史
1980年12月，苏联国家科学技术委员会及国家计划委员会下发了526/260号文件，要求伏罗希洛夫格勒内燃机车制造厂开发研制主要作出口用途的TE127型客货运通用柴油机车。1984年，伏罗希洛夫格勒工厂成功试制了首台TE127型机车。该型机车是为温带地区设计通用型柴油机车，并可以通过使用不同轨距的转向架，使其适应不同国家的各种铁路轨距（1000～1676毫米）。机车装用一台2400马力的251Д型柴油机，采用交—直流电传动装置。
1985年底，TE127-0001号机车已经在伏罗希洛夫格勒至旧别利斯克区段完成了性能试验。此后，该台机车先后两次在莫斯科州谢尔宾卡举行的1986年、1989年国际铁路运输展览会展出。苏联解体后，这台机车被乌克兰的铁道部门接收，并送返伏罗希洛夫格勒工厂封存。1997年7月，TE127型机车连同另外两台报废的TE136型机车，作为废铁出售给一家立陶宛公司并拆解。

## 技术特点

### 总体结构
TE127型柴油机车是六轴干线客货运通用柴油机车，车体结构采用了整体承载式焊接结构，车体由车架、侧墙、司机室、上弦梁、下弦梁等部件焊接成一个完整的箱形结构，底架中部吊挂着燃油箱、总风缸及蓄电池箱。

### 转向架
走行部为两台无导框式三轴转向架，转向架的“目”字形构架由箱形截面的纵梁和横梁焊接而成，滚柱轴承轴箱采用拉杆式定位结构。一系独立悬挂采用螺旋弹簧及橡胶垫，二系悬挂采用螺旋弹簧，车体与转向架之间还设有垂向油压减震器，悬挂系统总静挠度为150毫米。车体全部重量通过二系弹簧旁承由两台转向架支承，牵引力和制动力通过心盘传递。机车采用了轮对空心轴式牵引电动机全悬挂，将牵引电动机全部重量悬挂在转向架构架上，从而可以减轻簧下重量，降低轮轨动力作用，还能够提高机车粘着重量利用率；牵引传动齿轮比为20：89。

### 柴油机
机车装用一台251Д型柴油机（苏联国家标准GOST型号为12ЧН21/21），是一种12气缸、四冲程、二级增压带中间冷却的V型高速柴油机，气缸直径为210毫米，活塞行程为210毫米，额定转速为每分钟1500转，装车功率为2400马力（1,765千瓦），单位燃料消耗量为155克/有效马力·小时。柴油机采用了废气涡轮增压器，并设有增压空气中间冷却器（中冷器）。柴油机净重8900公斤。

### 传动系统
机车传动装置采用交—直—交流电传动，柴油机通过盘式联轴器直接驱动一台同步牵引发电机，经硅整流装置转换成直流电后，供给六台直流牵引电动机。牵引发电机与辅助发电机采用整合式设计，机车采用由哈尔科夫重型电机厂设计制造的А-715У2型牵引发电机组，是由设在同一焊接机座内的两台同步发电机组成。牵引发电机为凸极式三相交流他励同步发电机，额定功率为1600千瓦，额定电压为375伏（420安培），最高输出电压为750伏（210安培）。辅助发电机为一台220千瓦的自励同步发电机，输出电压为400伏（2×282安倍）。牵引发电机发出的三相交流电由ТППД-4400-780У2型硅整流装置转换成直流电。牵引电动机采用ЭД-129У1型四极串励直流牵引电动机，额定功率为230千瓦，额定转速为每分钟611转，定子绕组绝缘为F级，单台电机重量为1700公斤。TE127型机车并设有电阻制动装置，最大制动功率为1420千瓦。